# Little Fockers
Little Fockers er en amerikansk komediefilm, der havde premiere i 2010. Det er en fortsættelse til Meet the Fockers fra 2004 og er derfor den tredje film i Meet the Fockers-serien. I filmen medvirker igen Robert De Niro, Ben Stiller, Owen Wilson, Barbra Streisand, Dustin Hoffman og Teri Polo i hovedrollerne. 

## Handling
Efter ti år begynder Jack endelig at kunne acceptere Greg som sin svigersøn og overvejer at overlade rollen som familiens overhoved, "the Godfocker", til Greg. Da Greg og Pam's tvillinger, Samantha og Henry, snart fylder fem år, kommer Jack og Dina til Chicago, hvilket passer Jack helt fint, da han kan have styr på om Greg virkelige har det som kræves for at overtage ansvaret. Og som den gamle CIA-agent Jack er sniger han sig ind på Greg for at kunne indsamle de oplysninger, som han behøver, men da han opdager Greg med en halvnøgen Andi i sin favn, får Jack den mistanke at Greg er utro mod Pam og overhovedet ikke bør overtage ansvaret for hele familien.

## Medvirkende
- Jack Tiberius Byrnes (spillet af Robert De Niro): Han er en pensioneret CIA agent. Han er far til Pamela Byrnes-Focker og bedstefar til hendes og Greg Focker børn. Han er også gift med Dina Byrnes.
- Gaylord "Greg" Myron Focker (spillet af Ben Stiller): Hovedpersonen i filmen. Han var en sygeplejerske, der bor i Chicago med sin kone Pam, datter af en pensioneret CIA-agent. Han er nu far til fem-årige tvillinger, og begynder at spekulerer på, hvordan hans liv vil spille ud med sin fem-årige tvillinger.
- Pamela Martha Byrnes-Focker (spillet af Teri Polo): Greg's hustru og mor til hans 5-årige tvillinger. Hun var forlovet med Kevin kort før hun blev gift med Greg
- Dina Byrnes (spillet af Blythe Danner): Pam's mor og Jack's kone.
- »Rosalind" Roz "Focker (spillet af Barbra Streisand): Greg's mor og Bernie's kone. Hun er en sex terapeut for ældre mennesker.
- Bernie Focker (spillet af Dustin Hoffman): Greg's far.
- Kevin Rawley (spillet af Owen Wilson): Han var engang Pam's forlovede og er nu tilbage med en ny passion for Pam der forårsager revner mellem Pam og Greg's forhold.
- Tamyra (spillet af Raven-Symoné ): Nanny / babysitter af Greg og Pam's 5-årige tvillinger.
- Headmistress (spillet af Laura Dern): Den headmistress af grundskole med deltagelse af tvillingerne.
- Henry Focker (spillet af Colin Baiocchi): Som søn af Greg og Pam, tvillingebror til Samantha Focker.
- Samantha Focker (spillet af Daisy Tahan): Datter af Greg og Pam, tvillingesøster Henry Focker.
- Jessica Alba og Harvey Keitel har også roller.

## Om filmen
Filmen er indspillet i Chicago, Illinois samt i Long Beach og Los Angeles, Californien.

## Produktion
Manuskriptforfatteren John Hamburg er blevet hyret af Universal Studios til at udarbejde filmens manuskript efter Larry Stuckeys tidligere udkast.
Den 19. februar 2009, blev det bekendtgjort at både Ben Stiller og Robert De Niro vil genoptage deres rolle. Owen Wilson vil også vende tilbage i rollen som Pam's eks-forlovede Kevin i en større rolle. 
Jay Roach, der instruerede de to første film har ikke instrueret denne fortsættelse da han skulle instruere DreamWorks' Dinner for Schmucks. I stedet har han været med til at producere filmen.
Paul Weitz har instrueret filmen.